# Championnats du monde de ski alpin 2007
Navigation
Mondiaux 2005 Mondiaux 2009

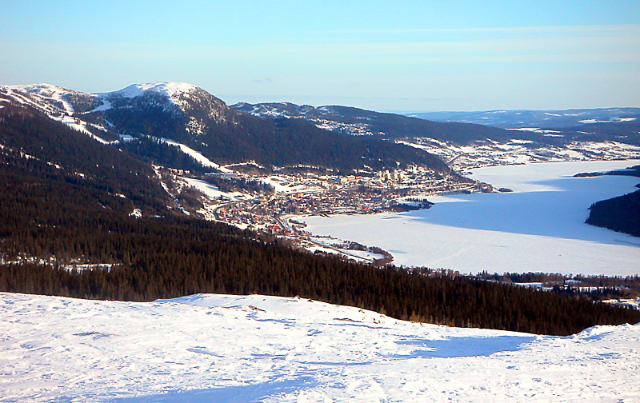
Vue sur Åre et son lac

Les championnats du monde de ski alpin 2007, trente-neuvième édition des championnats du monde de ski alpin, ont lieu du 3 au 18 février 2007 dans la station d'Åre, en Suède. C'est la seconde fois que cette dernière accueille l'évènement après l'édition de 1954. Elle accueille également de nombreuses épreuves de Coupe du monde de ski alpin depuis 1971.

## Podiums

### Hommes
| Épreuves                | Or                 | Argent          | Bronze               |
| ----------------------- | ------------------ | --------------- | -------------------- |
| Super G 6 février       | Patrick Staudacher | Fritz Strobl    | Bruno Kernen         |
| Super-Combiné 8 février | Daniel Albrecht    | Benjamin Raich  | Marc Berthod         |
| Descente 11 février     | Aksel Lund Svindal | Jan Hudec       | Patrik Järbyn        |
| Géant 14 février        | Aksel Lund Svindal | Daniel Albrecht | Didier Cuche         |
| Slalom 17 février       | Mario Matt         | Manfred Moelgg  | Jean-Baptiste Grange |

### Femmes
| Épreuves                | Or              | Argent                 | Bronze         |
| ----------------------- | --------------- | ---------------------- | -------------- |
| Super G 6 février       | Anja Pärson     | Lindsey Kildow         | Renate Götschl |
| Super-Combiné 9 février | Anja Pärson     | Julia Mancuso          | Marlies Schild |
| Descente 11 février     | Anja Pärson     | Lindsey Kildow         | Nicole Hosp    |
| Géant 13 février        | Nicole Hosp     | Maria Pietilae-Holmner | Denise Karbon  |
| Slalom 16 février       | Sarka Zahrobska | Marlies Schild         | Anja Pärson    |

### Nations
| Épreuves                     | Or | Argent                                                                                            | Bronze                                                                                             |
| ---------------------------- | --- | ------------------------------------------------------------------------------------------------- | -------------------------------------------------------------------------------------------------- |
| Coupe des nations 18 février | Autriche- Renate Götschl - Michaela Kirchgasser - Marlies Schild - Mario Matt - Fritz Strobl - Benjamin Raich | Suède- Anna Ottosson - Anja Pärson - Jens Byggmark - Patrik Järbyn - Markus Larsson - Hans Olsson | Suisse- Sandra Gini - Rabea Grand - Nadia Styger - Fabienne Suter - Daniel Albrecht - Marc Berthod |

1. ↑  Le Super G hommes prévu initialement le 3 février a été déplacé au 5 février puis au 6 pour des raisons météorologiques.
2. ↑  La Descente hommes prévue le 10 février sera finalement disputée le 11 février en raison du manque de visibilité.
3. ↑  Le Super G femmes prévu initialement le 4 février a été déplacé pour des raisons météorologiques.

## Résultats

### Hommes

#### Super G
| Place | Nation   | Athlète            |   | Temps         |
| ----- | -------- | ------------------ | - | ------------- |
| 1er   | Italie   | Patrick Staudacher |   | 1 min 14 s 30 |
| 2e    | Autriche | Fritz Strobl       | + | 0 s 32        |
| 3e    | Suisse   | Bruno Kernen       |   | 0 s 62        |
| 4e    | Suisse   | Didier Cuche       |   | 0 s 63        |
| -     | Autriche | Christoph Gruber   |   | m.t.          |
| 6e    | Canada   | Erik Guay          |   | 0 s 65        |
| 7e    | Autriche | Hermann Maier      |   | 0 s 66        |
| -     | Canada   | Jan Hudec          |   | m.t.          |

#### Super-Combiné
| Place | Nation     | Athlète            |   | Temps         |
| ----- | ---------- | ------------------ | - | ------------- |
| 1er   | Suisse     | Daniel Albrecht    |   | 2 min 28 s 99 |
| 2e    | Autriche   | Benjamin Raich     | + | 0 s 08        |
| 3e    | Suisse     | Marc Berthod       |   | 0 s 24        |
| 4e    | Suisse     | Didier Defago      |   | 0 s 51        |
| 5e    | Norvège    | Aksel Lund Svindal |   | 0 s 60        |
| 6e    | États-Unis | Bode Miller        |   | 0 s 98        |
| 7e    | Autriche   | Romed Baumann      |   | 0 s 99        |
| 8e    | Suisse     | Silvan Zurbriggen  |   | 1 s 02        |

#### Descente
| Place | Nation     | Athlète            |   | Temps         |
| ----- | ---------- | ------------------ | - | ------------- |
| 1er   | Norvège    | Aksel Lund Svindal |   | 1 min 44 s 68 |
| 2e    | Canada     | Jan Hudec          | + | 0 s 72        |
| 3e    | Suède      | Patrik Järbyn      |   | 0 s 97        |
| 4e    | Canada     | Erik Guay          |   | 0 s 99        |
| 5e    | Suisse     | Ambrosi Hoffmann   |   | 1 s 00        |
| 6e    | Suisse     | Didier Cuche       |   | 1 s 01        |
| 7e    | États-Unis | Bode Miller        |   | 1 s 27        |
| 8e    | Autriche   | Mario Scheiber     |   | 1 s 31        |

#### Géant
| Place | Nation     | Athlète            |   | Temps         |
| ----- | ---------- | ------------------ | - | ------------- |
| 1er   | Norvège    | Aksel Lund Svindal |   | 2 min 19 s 64 |
| 2e    | Suisse     | Daniel Albrecht    | + | 0 s 48        |
| 3e    | Suisse     | Didier Cuche       |   | 0 s 92        |
| 4e    | États-Unis | Ted Ligety         |   | 0 s 99        |
| 5e    | Italie     | Alberto Schieppati |   | 1 s 08        |
| 6e    | Norvège    | Truls Ove Karlsen  |   | 1 s 36        |
| 7e    | Finlande   | Kalle Palander     |   | 1 s 45        |
| -     | Canada     | Jean-Philippe Roy  |   | m.t.          |

#### Slalom
| Place | Nation   | Athlète              |   | Temps         |
| ----- | -------- | -------------------- | - | ------------- |
| 1er   | Autriche | Mario Matt           |   | 1 min 57 s 33 |
| 2e    | Italie   | Manfred Moelgg       | + | 1 s 81        |
| 3e    | France   | Jean-Baptiste Grange |   | 2 s 21        |
| 4e    | Autriche | Benjamin Raich       |   | 2 s 24        |
| 5e    | Autriche | Manfred Pranger      |   | 2 s 49        |
| 6e    | Canada   | Michael Janyk        |   | 2 s 65        |
| 7e    | Norvège  | Truls Ove Karlsen    |   | 2 s 87        |
| 8e    | Norvège  | Hans Petter Buraas   |   | 3 s 45        |

### Femmes

#### Super G
| Place | Nation     | Athlète               |   | Temps         |
| ----- | ---------- | --------------------- | - | ------------- |
| 1er   | Suède      | Anja Pärson           |   | 1 min 18 s 85 |
| 2e    | États-Unis | Lindsey Kildow        | + | 0 s 32        |
| 3e    | Autriche   | Renate Götschl        |   | 0 s 53        |
| 4e    | Autriche   | Nicole Hosp           |   | 0 s 59        |
| -     | Canada     | Britt Janyk           |   | m.t.          |
| 6e    | États-Unis | Julia Mancuso         |   | 0 s 78        |
| 7e    | Suisse     | Nadia Styger          |   | 0 s 80        |
| 8e    | Autriche   | Alexandra Meissnitzer |   | 1 s 12        |

#### Combiné
| Place | Nation     | Athlète         |   | Temps         |
| ----- | ---------- | --------------- | - | ------------- |
| 1er   | Suède      | Anja Pärson     |   | 1 min 57 s 69 |
| 2e    | États-Unis | Julia Mancuso   | + | 0 s 81        |
| 3e    | Autriche   | Marlies Schild  |   | 0 s 85        |
| 4e    | Tchéquie   | Sarka Zahrobska |   | 1 s 05        |
| 5e    | Autriche   | Kathrin Zettel  |   | 1 s 91        |
| 6e    | Autriche   | Nicole Hosp     |   | 2 s 22        |
| 7e    | Allemagne  | Maria Riesch    |   | 2 s 33        |
| 8e    | Suède      | Nike Bent       |   | 2 s 46        |

#### Descente
| Place | Nation     | Athlète          |   | Temps         |
| ----- | ---------- | ---------------- | - | ------------- |
| 1er   | Suède      | Anja Pärson      |   | 1 min 26 s 89 |
| 2e    | États-Unis | Lindsey Kildow   | + | 0 s 40        |
| 3e    | Autriche   | Nicole Hosp      |   | 0 s 48        |
| 4e    | Suisse     | Nadia Styger     |   | 0 s 93        |
| 5e    | Suisse     | Dominique Gisin  |   | 0 s 99        |
| 6e    | Suède      | Nike Bent        |   | 1 s 04        |
| 7e    | Autriche   | Renate Götschl   |   | 1 s 05        |
| 8e    | France     | Ingrid Jacquemod |   | 1 s 06        |

#### Géant
| Place | Nation     | Athlète                |   | Temps         |
| ----- | ---------- | ---------------------- | - | ------------- |
| 1er   | Autriche   | Nicole Hosp            |   | 2 min 31 s 72 |
| 2e    | Suède      | Maria Pietilae-Holmner | + | 0 s 85        |
| 3e    | Italie     | Denise Karbon          |   | 0 s 97        |
| 4e    | Autriche   | Michaela Kirchgasser   |   | 1 s 15        |
| 5e    | États-Unis | Julia Mancuso          |   | 1 s 27        |
| 6e    | Allemagne  | Kathrin Hoelzl         |   | 1 s 30        |
| 7e    | Suède      | Anna Ottosson          |   | 1 s 33        |
| 8e    | Allemagne  | Viktoria Rebensburg    |   | 1 s 55        |

#### Slalom
| Place | Nation     | Athlète                    |   | Temps         |
| ----- | ---------- | -------------------------- | - | ------------- |
| 1er   | Tchéquie   | Sarka Zahrobska            |   | 1 min 43 s 91 |
| 2e    | Autriche   | Marlies Schild             | + | 0 s 11        |
| 3e    | Suède      | Anja Pärson                |   | 0 s 16        |
| 4e    | Croatie    | Ana Jelusic                |   | 0 s 50        |
| 5e    | Autriche   | Kathrin Zettel             |   | 0 s 82        |
| 6e    | Allemagne  | Monika Bergmann-Schmuderer |   | 0 s 90        |
| 7e    | Suède      | Therese Borssen            |   | 0 s 91        |
| 8e    | États-Unis | Resi Stiegler              |   | 1 s 07        |

### Nations
Cette épreuve est inscrite pour la deuxième fois aux championnats du monde de ski alpin.
Six athlètes de chaque équipe (composée d'au moins deux hommes et deux femmes) courent un total de quatre Super-G et quatre manches de Slalom. Chaque équipe envoie un athlète dans chaque manche (femmes et hommes en alternance).
Lorsque toutes les équipes ont fini une manche, des points allant de 1 à 11 sont distribués aux équipes suivant leur ordre d'arrivée. Si l'équipe ne termine pas la manche, elle reçoit automatiquement 11 points (le nombre maximal).
À la fin des huit manches, c'est l'équipe qui a le moins de points qui gagne l'épreuve.

#### Coupe des Nations
| Rang | Pays      | Athlètes | Super-G 1            | Super-G 2               | Super-G 3              | Super-G 4             | Slalom 1                     | Slalom 2              | Slalom 3              | Slalom 4               | Total de Points |
| ---- | --------- | --- | -------------------- | ----------------------- | ---------------------- | --------------------- | ---------------------------- | --------------------- | --------------------- | ---------------------- | --------------- |
| 1er  | Autriche  | Renate Götschl Fritz Strobl Michaela Kirchgasser Benjamin Raich Marlies Schild Mario Matt                        | Renate Götschl 1     | Fritz Strobl 1          | Michaela Kirchgasser 1 | Benjamin Raich 2      | Michaela Kirchgasser 4       | Benjamin Raich 4      | Marlies Schild 1      | Mario Matt 4           | 18              |
| 2e   | Suède     | Anja Pärson Hans Olsson Anna Ottosson Patrik Järbyn Markus Larsson Jens Byggmark                                 | Anja Pärson 4        | Hans Olsson 8           | Anna Ottosson 4        | Patrik Järbyn 7       | Anna Ottosson 1              | Markus Larsson 2      | Anja Pärson 2         | Jens Byggmark 5        | 33              |
| 3e   | Suisse    | Nadia Styger Daniel Albrecht Fabienne Suter Marc Berthod Dominique Gisin Rabea Grand                             | Nadia Styger 11      | Daniel Albrecht 3       | Dominique Gisin 2      | Marc Berthod 1        | Fabienne Suter 2             | Daniel Albrecht 5     | Rabea Grand 4         | Marc Berthod 11        | 39              |
| 4e   | Finlande  | Sanni Leinonen Jouni Pellinen Tanja Poutiainen Marcus Sandell Kalle Palander Tuukka Kaukoniemi                   | Sanni Leinonen 6     | Jouni Pellinen 11       | Tanja Poutiainen 5     | Marcus Sandell 11     | Tanja Poutiainen 5           | Kalle Palander 6      | Sanni Leinonen 3      | Tuukka Kaukoniemi 2    | 49              |
| 5e   | France    | Ingrid Jacquemod Antoine Dénériaz Anne-Sophie Barthet Pierrick Bourgeat Florine De Leymarie Jean-Baptiste Grange | Ingrid Jacquemod 2   | Antoine Dénériaz 6      | Anne-Sophie Barthet 6  | Pierrick Bourgeat 9   | Anne-Sophie Barthet 9        | Pierrick Bourgeat 11  | Florine De Leymarie 7 | Jean-Baptiste Grange 1 | 51              |
| 6e   | Canada    | Emily Brydon John Kucera Britt Janyk Michael Janyk Shona Rubens François Bourque                                 | Emily Brydon 7       | John Kucera 2           | Britt Janyk 3          | François Bourque 3    | Emily Brydon 10              | John Kucera 8         | Shona Rubens 11       | Michael Janyk 7        | 51              |
| 7e   | Allemagne | Petra Haltmayr Felix Neureuther Maria Riesch Stephan Keppler Monika Bergmann-Schmuderer Alois Vogl               | Petra Haltmayr 8     | Felix Neureuther 9      | Maria Riesch 7         | Stephan Keppler 5     | Monika Bergmann-Schmuderer 3 | Alois Vogl 11         | Maria Riesch 5        | Felix Neureuther 6     | 54              |
| 8e   | Italie    | Daniela Merighetti Massimiliano Blardone Chiara Costazza Christof Innerhofer Patrick Thaler                      | Daniela Merighetti 5 | Massimiliano Blardone 3 | Chiara Costazza 9      | Christof Innerhofer 6 | Chiara Costazza 6            | Christof Innerhofer 9 | Daniela Merighetti 6  | Patrick Thaler 11      | 55              |

## Médailles par nations
| Rang | Nation     | Or | Argent | Bronze | Total |
| ---- | ---------- | -- | ------ | ------ | ----- |
| 1er  | Autriche   | 3  | 3      | 3      | 9     |
| 2e   | Suède      | 3  | 2      | 2      | 7     |
| 3e   | Norvège    | 2  | 0      | 0      | 2     |
| 4e   | Suisse     | 1  | 1      | 4      | 6     |
| 5e   | Italie     | 1  | 1      | 1      | 3     |
| 6e   | Tchéquie   | 1  | 0      | 0      | 1     |
| 7e   | États-Unis | 0  | 3      | 0      | 3     |
| 8e   | Canada     | 0  | 1      | 0      | 1     |
| 9e   | France     | 0  | 0      | 1      | 1     |